# Кочергіна Віра Олександрівна
Ві́ра Олекса́ндрівна Кочергіна́ (рос. Вера Александровна Кочергина; 10 серпня 1924 — 24 січня 2018) — російська мовознавиця. Доктор філологічних наук (1983). Професор (1992).

## Біографія
1947 року закінчила романо-германське відділення філологічного факультету Московського університету.
1958 року Кочергіну відзначено Ломоносовською премією за підручник «Початковий курс санскриту» (рос. «Начальный курс санскрита»).

## Основні наукові та науково-методичні праці
- «Початковий курс санскриту» (рос. «Начальный курс санскрита»; 1956)
- Навчальний посібник «Синтаксис» (1974)
- «Санскритсько-російський словник» (рос. «Санскритско-русский словарь»; перше видання — 1978, друге — 1987, третє — 1996)
- «Вступ до мовознавства для сходознавців» (рос. «Введение в языковедение для востоковедов»; перше видання — 1979, друге — 1991)
- «Словотвір санскриту» (рос. «Словобразование санскрита»; 1990)
- «Підручник санскриту» (рос. «Учебник санскрита», 1994)